# 西田一翔
西田 一翔（にしだ かずと、1998年4月28日 - ） は兵庫県出身の元サッカー選手。ポジションはMF。

## 来歴
ガンバ大阪ユース出身。2016年には2種登録選手としてトップチームに登録され、ガンバ大阪U-23の選手としてJ3リーグで2試合に出場した。
しかしトップチームに正式昇格することはできず、高校卒業後はびわこ成蹊スポーツ大学に進学。
2021年1月31日、MIOびわこ滋賀に加入することが発表された。
2023年1月15日に現役引退を発表。

## 所属クラブ
- ガンバ大阪ジュニアユース
- ガンバ大阪ユース
  - 2016年  ガンバ大阪（2種登録選手）
- びわこ成蹊スポーツ大学
- 2021年 - 2022年  MIOびわこ滋賀

## 個人成績
| 国内大会個人成績 | 国内大会個人成績 | 国内大会個人成績 | 国内大会個人成績 | 国内大会個人成績 | 国内大会個人成績 | 国内大会個人成績 | 国内大会個人成績 | 国内大会個人成績 | 国内大会個人成績 | 国内大会個人成績 | 国内大会個人成績 |
| 年度             | クラブ           | 背番号           | リーグ           | リーグ戦         | リーグ戦         | リーグ杯         | リーグ杯         | オープン杯       | オープン杯       | 期間通算         | 期間通算         |
| 年度             | クラブ           | 背番号           | リーグ           | 出場             | 得点             | 出場             | 得点             | 出場             | 得点             | 出場             | 得点             |
| 日本             | 日本             | 日本             | 日本             | リーグ戦         | リーグ戦         | リーグ杯         | リーグ杯         | 天皇杯           | 天皇杯           | 期間通算         | 期間通算         |
| ---------------- | ---------------- | ---------------- | ---------------- | ---------------- | ---------------- | ---------------- | ---------------- | ---------------- | ---------------- | ---------------- | ---------------- |
| 2016             | G大23            | 43               | J3               | 2                | 0                | -                | -                | -                | -                | 2                | 0                |
| 2021             | 滋賀             | 13               | JFL              | 2                | 0                | -                | -                | -                | -                | 2                | 0                |
| 2022             | 滋賀             | 13               | JFL              | 12               | 0                | -                | -                | 1                | 0                | 13               | 0                |
| 通算             | 日本             | 日本             | J3               | 2                | 0                | -                | -                | -                | -                | 2                | 0                |
| 通算             | 日本             | 日本             | JFL              | 14               | 0                | -                | -                | 1                | 0                | 15               | 0                |
| 総通算           | 総通算           | 総通算           | 総通算           | 16               | 0                | -                | -                | 1                | 0                | 17               | 0                |

- 2016年は2種登録選手
- Jリーグ初出場 - 2016年5月1日 J3第7節 vsブラウブリッツ秋田（あきぎんスタジアム）

## 選抜・代表歴
- 2011年 U-13日本選抜[5]
- 2012年 U-14日本選抜[6]

## タイトル

### クラブ
ガンバ大阪ユース
- 高円宮杯 JFA U-18サッカープレミアリーグWEST：1回（2015年）

びわこ成蹊スポーツ大学
- 関西学生サッカーリーグ1部：1回（2017年）
- 滋賀県サッカー選手権大会：1回（2017年）